# LSZ 축약 공식
양자장론에서 LSZ 축약 공식(-縮約公式, 영어: LSZ reduction formula) 또는 레만-쥐만치크-치머만 축약 공식(Lehman–Symanzik–Zimmerman)은 산란 행렬을 상관 함수의 극의 유수로 나타내는 공식이다.
양자장론은 이론적으로 장 연산자와 이를 이용한 상관함수로 나타내어진다. 그러나 이는 실제로 측정할 수 없고, 실제로 측정할 수 있는 것은 산란 행렬이다. (정확히 말하면, 측정 가능한 산란단면적이나 붕괴율 등을 산란행렬로 계산할 수 있다.) 따라서, 이론을 시험하기 위해서는 산란 행렬을 상관함수와 같은 이론의 기본적인 대상으로 나타내어야 한다. 이 과정이 LSZ 축약 공식이다. LSZ 축약 공식은 산란 행렬 S를 상관함수의 극의 유수로 나타낸다.

## 설명
정리의 구체적인 내용은 다음과 같다. 질량 m을 가진 스칼라장 φ를 생각하자. 이 장에서 m개의 입자가 초기 4차원 운동량 {\displaystyle k_{1},\dots ,k_{m}}을 가지며, 이들이 산란하여 n개의 입자가 튕겨나와 나중 운동량 {\displaystyle p_{1},\dots ,p_{n}}을 가진다고 하자. 
이에 해당하는 산란행렬의 원소는 다음과 같다.
{\displaystyle \prod _{i}^{n}{\frac {i{\sqrt {Z}}}{p_{i}^{2}-m^{2}+i\epsilon }}\prod _{1}^{m}{\frac {i{\sqrt {Z}}}{k_{i}^{2}-m^{2}+\mathrm {i} \epsilon }}\langle \mathbf {p} _{1},\dots ,\mathbf {p} _{n}|S|\mathbf {k} _{1},\dots ,\mathbf {k} _{m}\rangle }
{\displaystyle \sim \prod _{1}^{n}\int d^{4}x_{i}\;\exp(ip_{i}\cdot x_{i})\prod _{1}^{m}\int d^{4}y_{j}\;\exp(-ik_{j}\cdot y_{j})\langle 0|\mathrm {T} \{\phi (x_{1})\cdots \phi (x_{n})\phi (y_{1})\cdots \phi (y_{m})\}|0\rangle }
여기서 {\displaystyle \sim }은 양변의 4차원 운동랑 {\displaystyle p_{i}}와 {\displaystyle k_{i}}를 질량껍질로 보내는 경우에 해당한다. 이 때 양변은 모두 발산하는데, 유수를 추출하여 비교하면 산란 행렬의 값을 얻을 수 있다. ε은 윅 회전의 방향을 명확히 하기 위한 무한소이며 Z는 장세기 재규격화 인자이다.

## 역사
독일의 해리 레만(Harry Lehmann)과 쿠르트 쥐만치크(Kurt Symanzik), 볼프하르트 치머만(Wolfhart Zimmermann)이 1955년에 도입하였다. 이름의 "LSZ"는 발견자의 이름의 머리글자다.

## 같이 보기
- 켈렌-레만 스펙트럼 표현

## 참고 문헌
- Peskin, Michael E.; Schroeder, Daniel V. (1995년 10월). 《An introduction to quantum field theory》 (영어). Westview Press. 211, 222–230쪽. ISBN 9780201503975. 2014년 9월 2일에 원본 문서에서 보존된 문서. 2013년 1월 3일에 확인함.